# 寧邊郡
寧邊郡（：／ Nyŏngbyŏn gun */?）是朝鲜民主主义人民共和国平安北道的一個郡，面積504平方公里。李氏朝鲜时代，该郡爲宁边大都护府，属平安道。爲该道东部的首府。
朝鲜民主主义人民共和国主要的核設施宁边原子能研究中心位於這裡。